# Lijst van universiteiten in Singapore
Dit is een lijst van universiteiten in Singapore.
- Nationale Universiteit van Singapore (NUS)
- Nanyang Technological University (NTU)
- Singapore Management University (SMU)
- Singapore University of Technology and Design (SUTD)
- Singapore Institute of Technology (SIT)
- Singapore University of Social Sciences (SUSS)